# Glenville (Wirginia Zachodnia)
Glenville – miasto w Stanach Zjednoczonych, w stanie Wirginia Zachodnia, siedziba administracyjna hrabstwa Gilmer.